# Dunland
Dunland byl ve fiktivním světě J. R. R. Tolkiena zemí Dunlenďanů neboli „divokých mužů“. Jméno Dunland znamená Temná země, v odkazu na snědý a tmavovlasý vzhled jejích obyvatel. Toto jméno dali lidé ze sousedního Rohanu po příjezdu do nedalekého Calenardhonu v pozdějším Třetím věku.

## Obyvatelé
Dunland obývali Dunlenďané, Střední lidé z národů Gwaithuirim, kteří byli většinou vousatí a měli špinavé tváře a dlouhé rozcuchané vlasy. Nosili oděvy z kůže a zvířecí kůže a nosili zbraně, které byly jednoduché, ale pro svůj účel účinné. Obvykle bojovali kyji a vidlemi a občas nosili pochodně, které v noci fungovaly jako světla a ve dne spalovaly budovy. Budovy, ve kterých Dunlenďané žil a pracovali, byly hrubé chatrče ze dřeva a zvířecí kůže, které byly často sabotovány Vrrky a někdy Rohiry. Tito lidé měli dobré vztahy s trpaslíky a jinými národy Středních Lidí, kteří obývali země Eriadoru. Už od Druhého věku byli nepřátelští vůči Númenorským kolonistům, kteří zde káceli stromy pro stavbu lodí a osad, avšak ze všech nejvíc nenáviděli Rohiry, kteří je vyhnali z plání Calenardhonu ve Třetím věku. Předci Dunlenďanů obývali zalesněné oblasti Středozemě na obou stranách řeky Gwathló v Enedwaithu a Minnhiriathu v raném Druhém věku, tak je ranní Númenórejci nazývali Gwaithuirim. Mluvili jazykem příbuzným jazyku Druhého domu lidí, Haladinu, spíše než naprosto odlišným bëorsko-marachským jazykem, který stál na základně Adûnâjského jazyka, a tento nedostatek vzájemného porozumění, společně s Númenorskou těžbou dřeva, vedl k rychlému nepřátelství. 
Númenórejci chtivě těžili lesy Gwaithuirim na dřevo pro lodě a kolonie a po mnoha válkách a krveprolití uprchli Gwaithuirim z jihu od Gwathló na východ do Hithaegliru, zatímco jiní se rozprchli na mys Eryn Vorn a do Bílých hor. Lidé kopců z Hithaeglir si zachoval nenávist k potomkům Númenoru (na rozdíl od těch z Eryn Vornu, Bílých hor a Enedwaithu, kteří přesto nespolupracovali). Mrtví muži z Dunharrow, kteří zradili Isildura, pocházeli z Gwaithurimu. Od raného Třetího věku do roku 1636 Gondor udržoval posádky v Dunlandu a hlídkoval Severojižní cestu před jejich nájezdy, ale tyto síly byly poté staženy po velkém moru, který také zdecimoval obyvatelstvo Gondoru, avšak Izolacionismus Dunlenďanů ochránil jejich lid před katastrofou.
V roce 2770 drak Šmak zničil Království pod horou. Trpaslíci prchající před touto katastrofou se usadili v Dunlandu, odkud Thrór odešel, když on a jeho společník Nár cestovali do Morie v roce 2790. Po bitvě u Azanulbizaru, vyprovokované brutálním zabitím Thróra Orky, vedli Thráin II a Thorin zbytky jejich následovníků se vrátili do Dunlandu, ale brzy odešli (aby se nakonec usadili v Modrých horách).

### Příchod Rohirů
Když se Gondor rozhodl dát vylidněnou provincii Calenardhon Éothéodu, lidu Seveřanů, v roce 2510, Lid z Hithaeglir se cítil ohrožen těmito tzv. Forgoil "Slámohlaví" (ponižující přezdívka namířena blond vlasy Seveřanů). Horalové pomalu kolonizovali Calenardhon během úbytku Dúnadanů a byli vyhnáni novými příchozími. Válka znovu vypukla až za vlády Helma Kladivorukého (TA 2741 - 2759), kdy se Freca, pán Západobřezna, pokusil získat pro sebe rohanský trůn žádostí o sňatek svého syna Wulfa s dcerou Helma. Freca byl zabit a Wulf vedl Dunlenďany do otevřené války s Rohanem. I přes pomoc Umbarských Korzárů a podporu Umbarských neúspěšně oblehli Hornburg během dlouhé zimy v letech 2758 - TA 2759. Wulf skutečně dobyl Edoras a zabil Haletha, syna Helma, před zlatou síní Meduseld. Helm a jeho mladší syn Háma zahynuli při obléhání Hornburgu. Ale Helmův synovec Fréaláf Hildeson vydržel proti Dunlen'danům v útočišti Dunharrow. Když sníh roztál a pomoc dorazila z Gondoru, Fréaláf na konci Dlouhé zimy znovu zabral Edoras a osobně zabil Wulfa. Dunlenďané byli vyhnáni z Rohanu a Fréalaf následoval zesnulého Helma Kladivorukého jako král. Rohanskou mezeru střežila pevnost Isengard, kde po generace držel Gondor stráž. V době správce Berena se však její posádka smísila s Dunlenďany a pevnost se stala nepřátelskou vůči Gondoru a Rohanu. Po dlouhé zimě Fréaláf dobyl zpět Isengard a správce Beren dal Sarumanovi klíče od Orthanku, aby držel Isengard pro Gondor.
Po jeho zkažení Sauronem však Saruman využil historické nepřátelství Dunlenďanů proti Rohanu, aby je svedl, aby ho podpořili během Války o Prsten. Po porážce jeho armády v bitvě u Hornburgu dovolili Rohirové přeživším Dunlenďanům vrátit se do svých domovů, což vyžadovalo, aby přestalo veškeré nepřátelství a aby se Dunlenďané znovu stáhli za řeku Isen. Během Čtvrtého věku se Dunland stal součástí Obnoveného Království.